# بی‌دینی در عراق
بی‌دینی در عراق نادر تصور می‌شود. عراق به عنوان کشوری است که هنوز شاهد خشونت بین شیعیان و اهل سنت می‌باشد. فقط چند صد نفر در عراق ممکن است خود را ملحد یا بی‌دین معرفی کنند. بر اثر بنیادگرایی اسلامی در عراق، برخی از جوانان عراقی در حال بازگشت از اسلام هستند.